# Бовиль, Арно
Арно Бовиль (фр. Arnaud Beauville; род. 10 мая 1947, Булонь-Бийанкур) — французский математик, алгебраический геометр, автор книги «Комплексные алгебраические поверхности».

## Биография
В 1966—1970 годах учился в Высшей нормальной школе в Париже.
В 1971—1977 годах — исследователь (attaché de recherche) в Национальном центре научных исследований. В 1977 году защитил диссертацию по теме «Многообразия Прима и их приложения» (фр. Variétés de Prym et applications) под руководством Жана-Луи Вердье.
В 1977—1980 годах — профессор университета Анже.
В 1981—1982 годах — доцент (фр. maître de conférences) в Политехнической школе в Париже.
В 1982—1995 годах — профессор университета Париж-юг.
В 1995—2000 годах — профессор Высшей нормальной школы в Париже.
В 2000—2008 годах — профессор университета Ниццы.
С 2009 года — профессор-эмерит в университете Ниццы.
Женат, двое детей.

## Научная деятельность
Области исследований — алгебраическая геометрия, комплексная дифференциальная геометрия, векторные расслоения на римановых поверхностях и их связь с математической физикой.
Являлся членом группы Никола Бурбаки.

## Признание
- Лекции Пекко[англ.] в Коллеж де Франс (1977)[2].
- Приглашённый докладчик на Международном конгрессе математиков (секционный доклад; 1986)[2].
- Премия Сервана[фр.] Французской академии наук (2001)[2].
- Действительный член (англ. fellow) Американского математического общества (2012)[2].
- Премия Ампера[англ.] Французской академии наук (2013)[2].